# Вулиця Шевченка (Житомир)
Вулиця Шевченка — вулиця в Корольовському районі Житомира.

## Характеристики

### Розташування
Розташована в центральній та східній частинах міста. Бере початок з глухого кута неподалік берега річки Тетерів. Прямує на північний схід. Завершується перехрестям з вулицею Вітрука.  
Від свого початку до перехрестя з вулицею Східною вулиця пролягає у Старому місті, що розплановане на теренах історичної місцевості Поповка (на ділянці до Великої Бердичівської вулиці), на теренах Путятинки (на ділянці від провулка Професора Грищука). Наприкінці вулиця пролягає у привокзальній частині міста, а саме в мікрорайоні, відомому як Промавтоматика. 
Має перехрестя з вулицями Фещенка-Чопівського, Пушкінською, Великою Бердичівською, Святослава Ріхтера, Князів Острозьких, Івана Мазепи, Східною, Івана Сльоти. Від вулиці Шевченка беруть початок вулиця Дениса Давидова та провулки Професора Грищука, Сонячний, 1-й та 2-й Шевченківські. Завершуються перехрестям з вулицею Шевченка Провіантський та 3-й Шевченківський провулки. 

## Історія
Станом на початок ХІХ століття за місцем розташування початку вулиці розташовувався католицький жіночий монастир сестер Шаріток. Вісь майбутньої вулиці Шевченка перетинала річка Поповка (залишки річкової долини Поповки простежуються у мікрорельєфі на перетині вулиць Пушкінської та Шевченка). На місці нинішнього перетину вулиці Шевченка з вулицею Великою Бердичівською знаходилися Рогатки — місцева народна, а також офіційна назва шлагбауму на в'їзді до Житомира з Бердичівської дороги. Від вулиці Великої Бердичівської орієнтовно до незначного повороту на схід розташовувалися землеволодіння в межах міста, східніше — землеволодіння за межею міста. В середині — другій половині ХІХ століття в районі майбутнього перехрестя з вулицею Східною розташовувалися соляні склади. 
Від початку до перехрестя з вулицею Східною, вулиця Шевченка виникла й формувалася у другій половині ХІХ — початку ХХ століття як дві вулиці: Монастирська та Соляна згідно з генеральним планом міста, затвердженим у 1859 році. 

#### Монастирська вулиця
Виникла й отримала назву в 1870-х роках. Розпочиналася з Монастирської площі. Згідно з планом міста кінця ХІХ ст., Монастирська вулиця сформувалася на ділянці від Монастирської площі до Жандармської вулиці (нині Пушкінська вулиця) та від Базарної вулиці (нині вулиця Святослава Ріхтера) до повороту в східному напрямку, де кінець Монастирської вулиці зливався з початком Соляної вулиці. Станом на 1908-1909 рр. Монастирська вулиця сформувалася на усій протяжності, передбаченій генпланами.

#### Соляна вулиця
Виникла та отримала назву наприкінці ХІХ століття. Назва пояснюється розташуванням соляних складів наприкінці цієї вулиці (неподалік перехрестя зі Східною вулицею) у другій половині ХІХ століття. Згідно з планом міста кінця ХІХ ст., вулиця Соляна починалася з кінця Монастирської вулиці (за поворотом на схід), перетинала Крошенську вулицю (нині вулиця Князів Острозьких) та завершувалася тупиком дещо східніше Крошенської вулиці. Друга частина Соляної вулиці брала початок перед перехрестям з Міщанською вулицею (нині вулиця Івана Мазепи) та завершувалася перехрестям зі Східною вулицею. Забудова Соляної вулиці до 1931 року сформована.   
У 1926 році на прохання мешканців Соляну вулицю перейменовано на вулицю Шевченка. 

#### Вулиця Шевченка
У 1927 році вулиці Монастирську та колишню Соляну (яка роком раніше отримала назву Шевченка) об'єднано в одну вулицю Шевченка з перенумерацією будинків.
У 1953 році вулиця Шевченка продовжена від Східної вулиці до берега річки Путятинки. На новій ділянці забудовувалася житловими будинками садибного типу. Нова ділянка станом на 1968 рік сформована. 
У 1976 році вулицю прорізано через річку Путятинку та побудовано до вулиці Вітрука на вільних від забудови землях низинного берега річки Путятинки, відомого як Дмитрівське болото. У 1980-х роках вздовж новопобудованої ділянки вулиці Шевченка здійснювалося будівництво мікрорайону, загальновідомого як Промавтоматика. 
У 1982 році на ділянці вулиці Шевченка між сучасними вулицями Фещенка-Чопівського та Великою Бердичівською побудовано тролейбусну лінію. 